# Гамівна сорочка (фільм)
Гамівна сорочка (англ. Strait-Jacket) — американський фільм жахів режисера Вільяма Касла 1964 року.
Сценарій фільму написав автор Роберт Блох, автор сценарію знаменитого трилера Альфреда Гічкока «Психо» (1960). Блох написав для Касла ще один сценарій для фільму «Приходить ночами» (1964). «У цій страшній кривавій історії в стилі „Психо“ Роберт Блох дає сучасне трактування історії Ліззі Борден».
За свідченням кінокритика Френка Міллера, «завдяки рекламної кампанії за участю Кроуфорд, „Гамівна сорочка“ стала великим хітом, проте критики не були настільки захоплені фільмом, як шанувальники».

## Сюжет
Люсі Харбін провела в психіатричній лікарні 20 років після того, як на очах у своєї маленької доньки Керол, вбила сокирою чоловіка з його коханкою. Опинившись на волі, Люсі мріє налагодити відносини з дочкою, яка готується до весілля.
Але саме в цей час у їх містечку відбувається кілька загадкових вбивств. Підозра відразу падає на Люсі. Невже вона так і не змогла вилікуватися або ж хтось намагається її підставити?

## У ролях
- Джоан Кроуфорд — Люсі Катлер Харбін
- Діана Бейкер — Керол Харбін
- Лейф Еріксон — Білл Катлер
- Джордж Кеннеді — Лео
- Лі Мейджорс — Френк Харбін
- Говард Сент Джон — Реймонд Філдс
- Едіт Етуотер — місіс Філдс
- Джон Ентоні Хейс — Майкл Філдс
- Рошель Хадсон — Емілі Катлер